# Braque de l’ariège
Braque de l’ariège är en hundras från Frankrike. Den är en stående fågelhund benämnd efter departementet Ariège i Occitanien. Det är ett kargt landskap med liten tillgång till vilt, rasen har varit nära att försvinna. Den lokala lantrasen har korsats med braque français och senare med spanska och italienska fågelhundar. Sedan 1990 pågår ett försök till restaurering. Braque de l’ariège är av klassisk braquetyp, något lik en mindre elegant pointer. Den är vit med mindre fläckar i gulbrunt eller kastanjebrunt.